# Grallaria watkinsi
El tororoí matorralero (Grallaria watkinsi), también denominado  chululú de Watkins, tororoi de Watkins (en Perú) o gralaria matorralera (en Ecuador) es una especie de ave paseriforme perteneciente al numeroso género Grallaria  de la familia Grallariidae, anteriormente incluido en Formicariidae. Se encuentra en el este de Ecuador y noroeste de Perú.

## Distribución y hábitat
Se distribuye en las montañas costeras del oeste y suroeste de Ecuador (suroeste de Manabí y oeste de Guayas, y El Oro y Loja) e inmediatamente adyacente noroeste de Perú (Tumbes, presumiblemente también en Piura).
Es común en el suelo o cerca de él, en hábitats de bosques montanos y caducifolios y sus bordes, inclusive en matorrales en regeneración, hasta los 1800 m s. n. m. de altitud.